# بنك بيرنبرغ
بنك بيرنبرغ أو بيرينبيرج هو بنك استثماري متكامل الخدمات متعدد الجنسيات مقره في هامبورغ الالمانية. اسسته عائلة بيرنبرغ الفلمندية الأصل في عام 1590 (أي قبل 428 عامًا) وبذلك يعتبر أقدم بنك تجاري وكذلك أقدم أو ثاني أقدم بنك في العالم. أمتلكت البنك عائلة بيرنبرغ-جوسلر، المنتمين إلى النخبة الحاكمة من التجار الهانزية في مدينة هامبورغ، خدم من أفراد العائلة في حكومة المدن المستقلة من عام 1735 حيث مثل العديد من المصرفيين، كان بيرنبرغ في الأصل من تجار القماش. يشير اسم البنك إلى يوهان بيرنبرغ وزوج ابنته يوهان هينريك جوسلر، وظل دون تغيير منذ عام 1791. وقد عمل البنك بشكل مستمر منذ عام 1590 وما زال مملوكاً جزئياً فراد عائلة بيرنبرغ-جوسلر.